# Mijiu
 (mai 2021).
Si vous disposez d'ouvrages ou d'articles de référence ou si vous connaissez des sites web de qualité traitant du thème abordé ici, merci de compléter l'article en donnant les références utiles à sa vérifiabilité et en les liant à la section « Notes et références ».

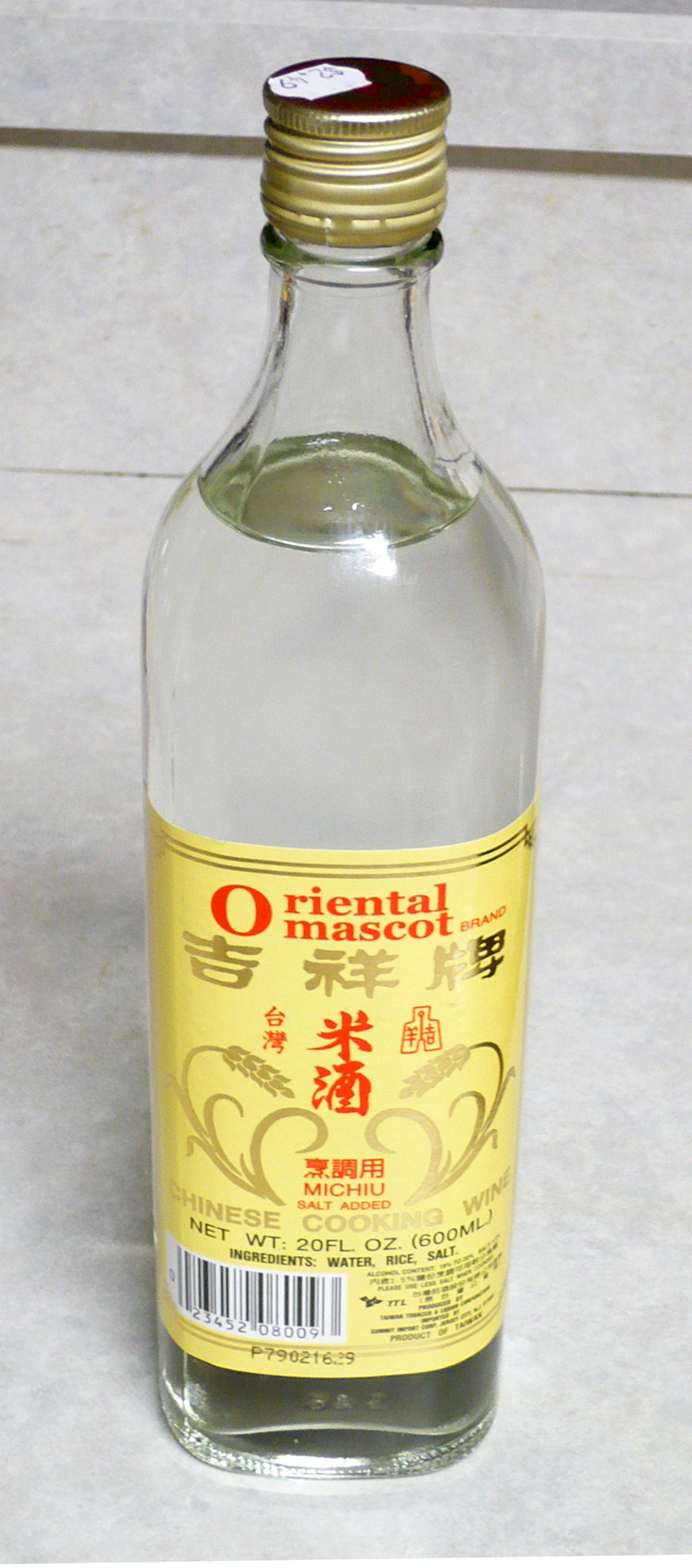
Une bouteille de mijiu taïwanais.

Le mijiu (chinois : 米酒 ; pinyin : mǐjiǔ), parfois romanisé en michiu, est un type de bière traditionnelle chinoise brassée à partir de riz gluant. C'est une forme de huangjiu, un autre alcool de riz chinois.
Il est clair et doux comme le soju coréen ou le saké japonais, avec un degré d'alcool compris entre 12 % et 20 %.
On le boit tiède et on peut aussi l'utiliser en cuisine. Les bouteilles destinées à la cuisine sont additionnées de sel (1 %).